# Rhodinia fugax
Rhodinia fugax är en fjärilsart som beskrevs av Butler 1877. Rhodinia fugax ingår i släktet Rhodinia och familjen påfågelsspinnare. Inga underarter finns listade.

## Bildgalleri

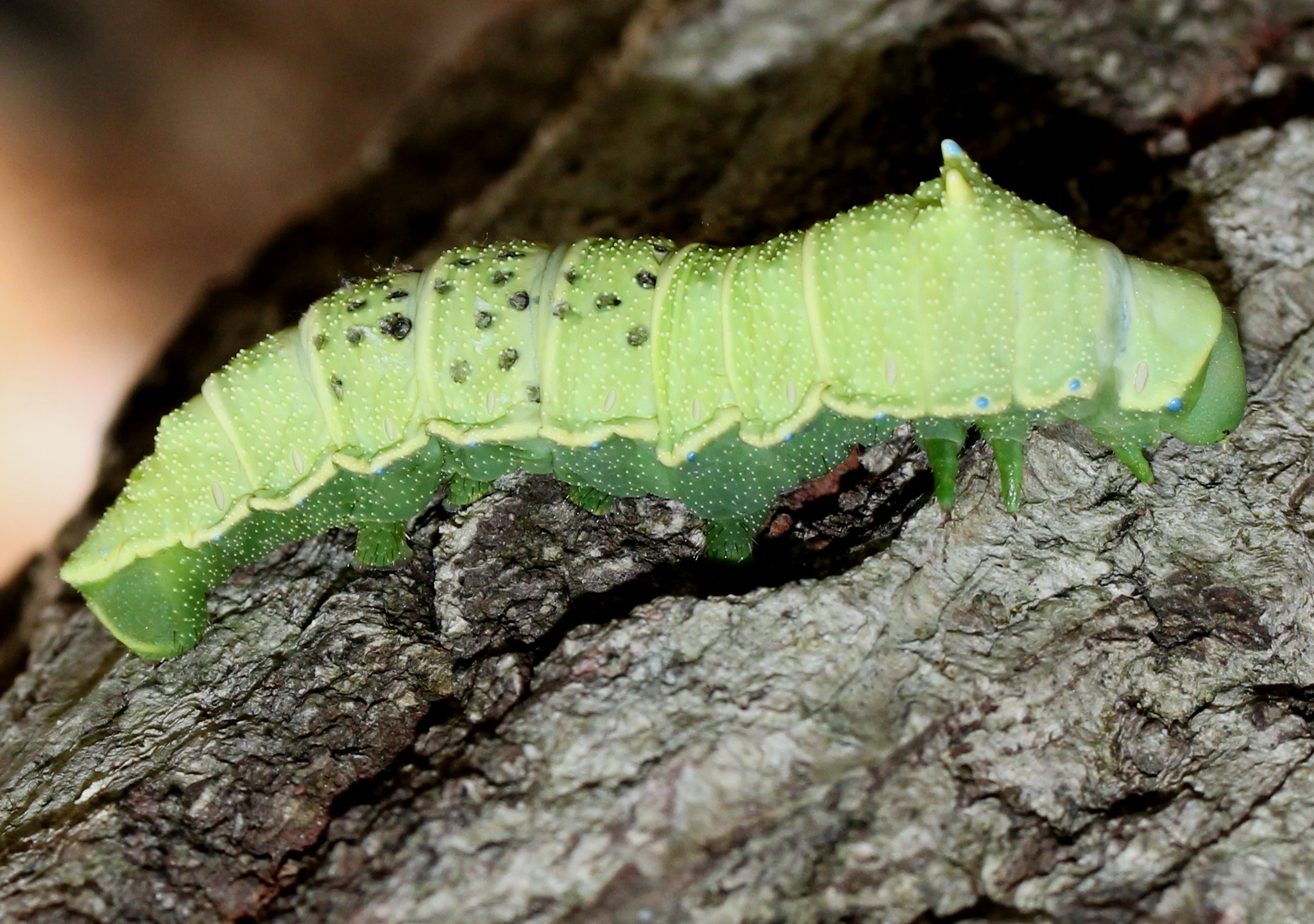
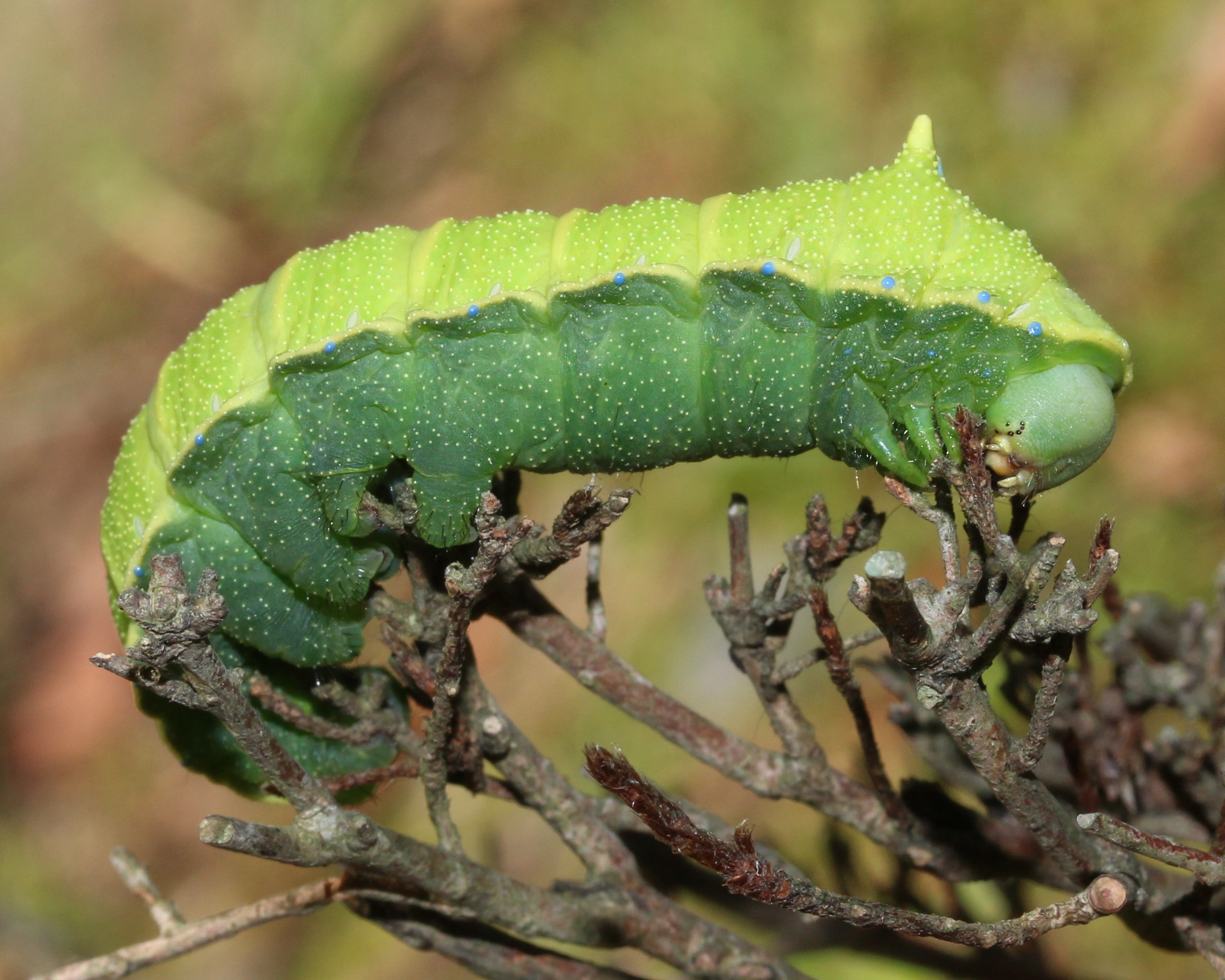
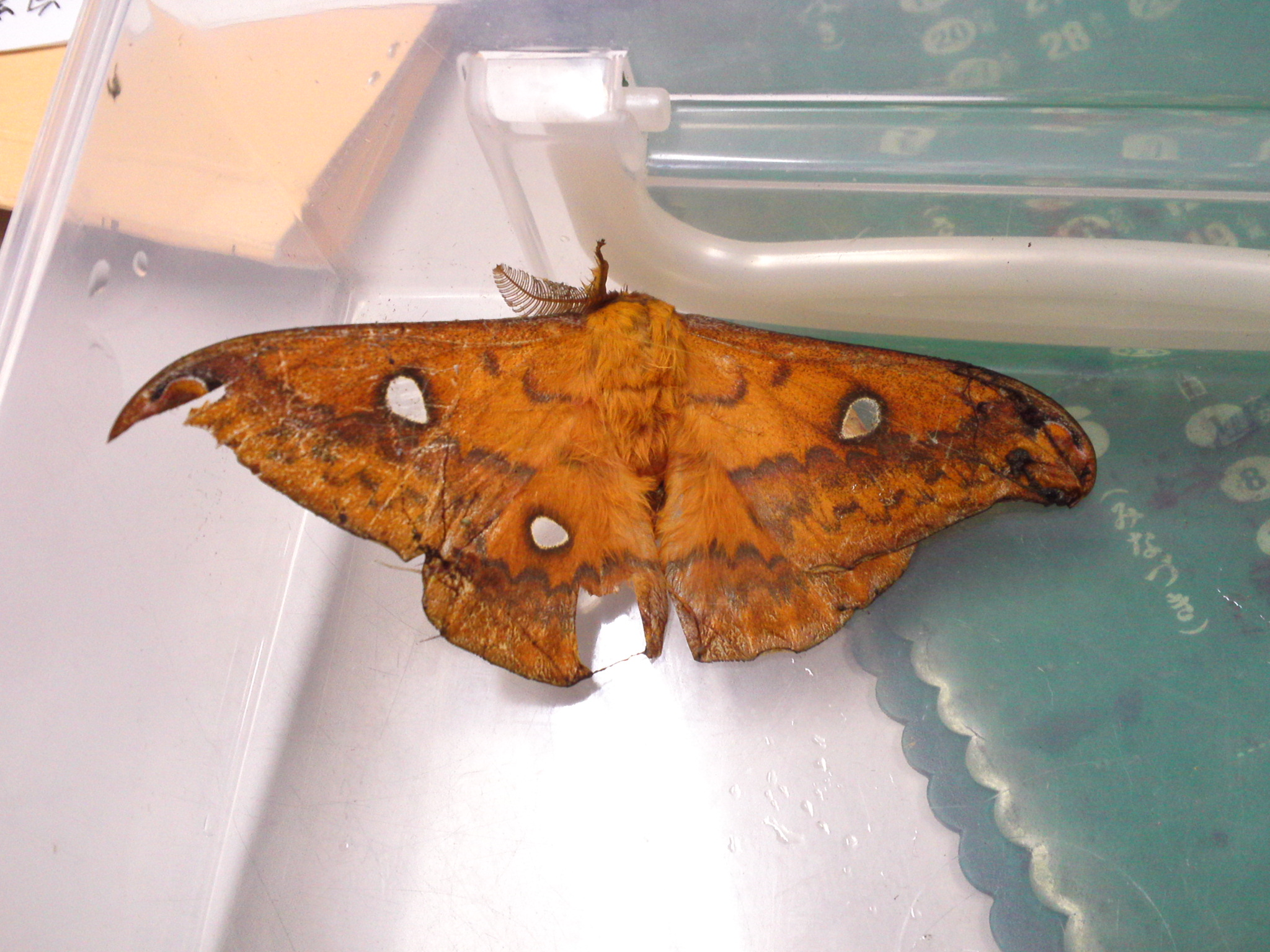
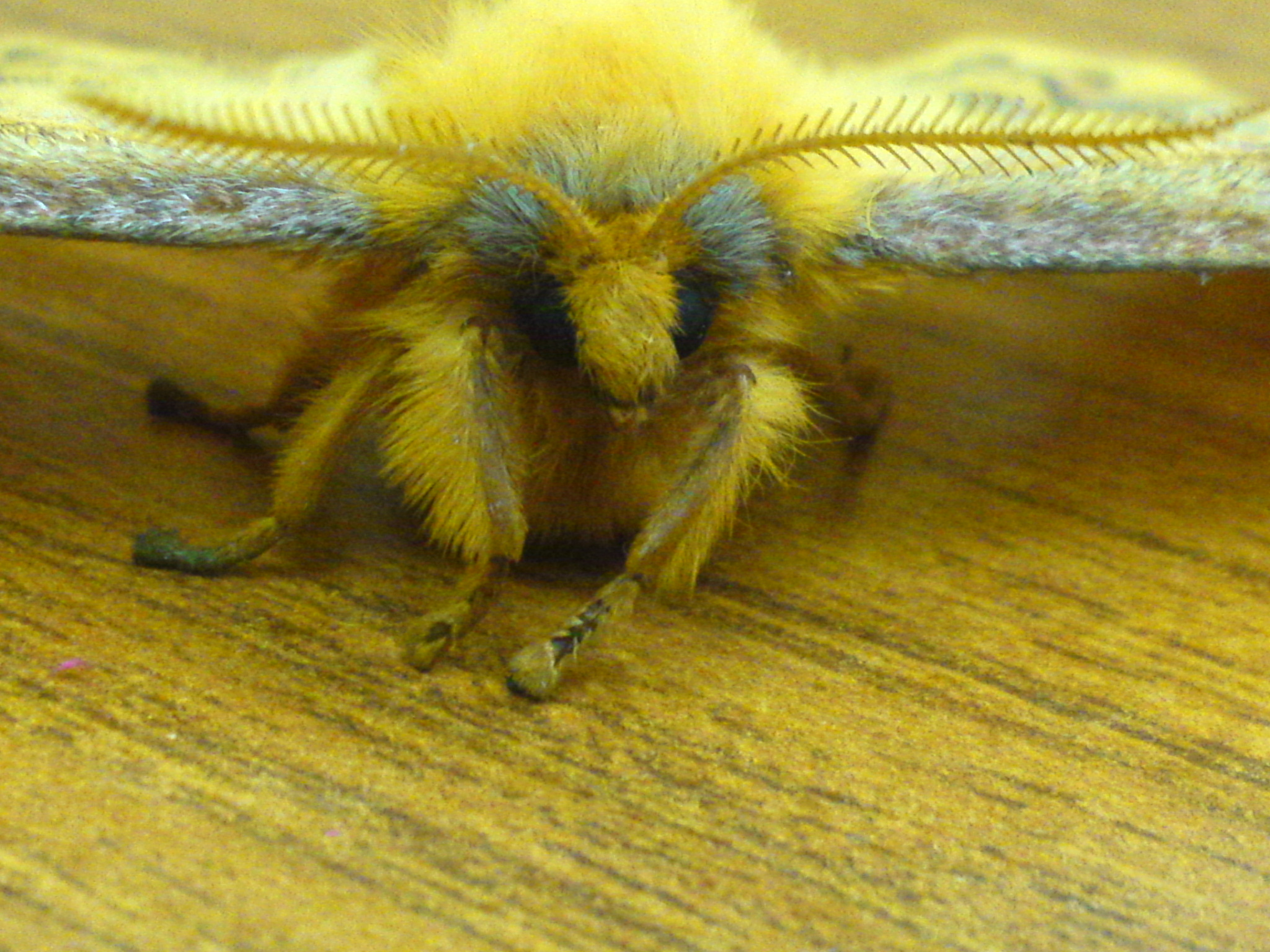
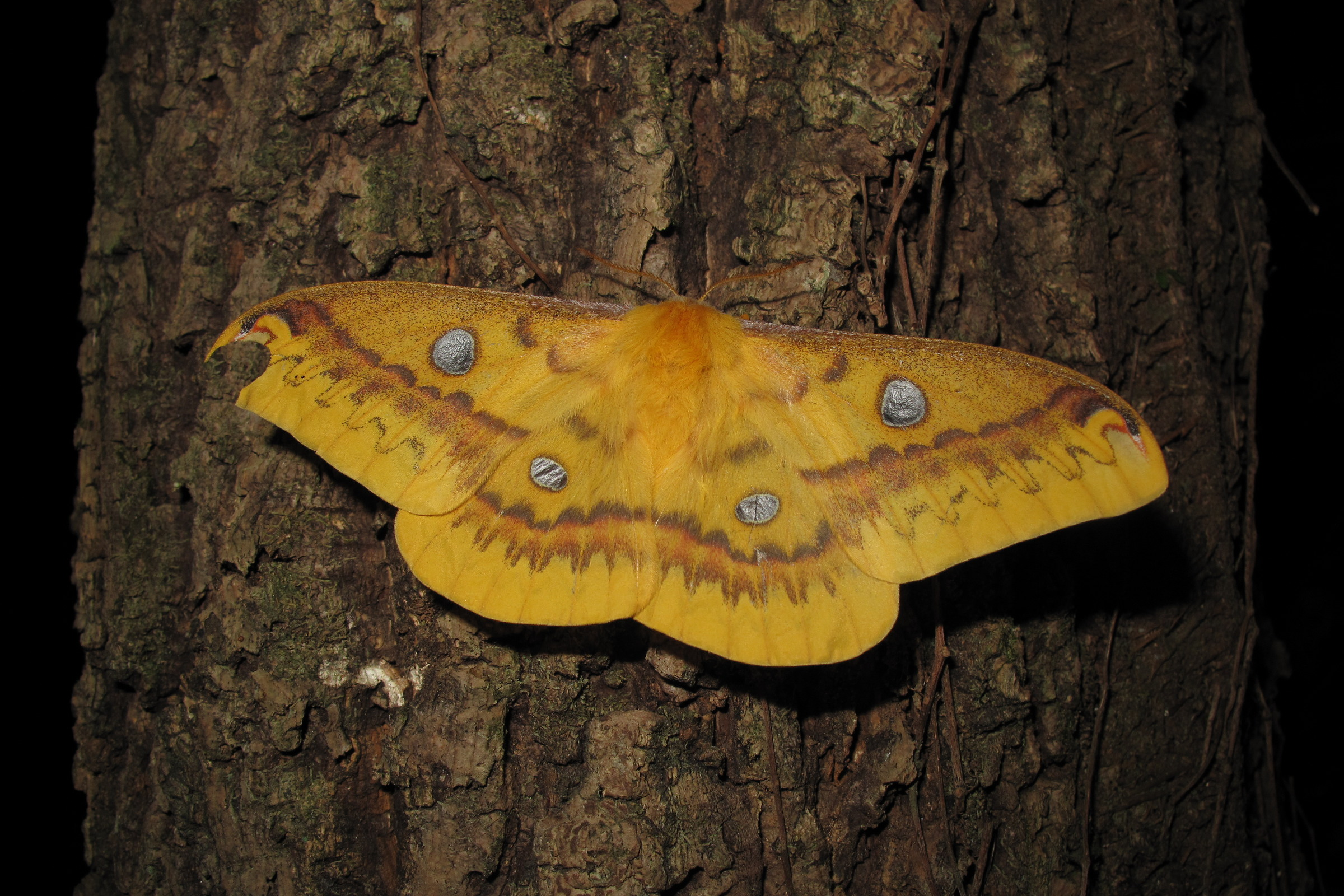
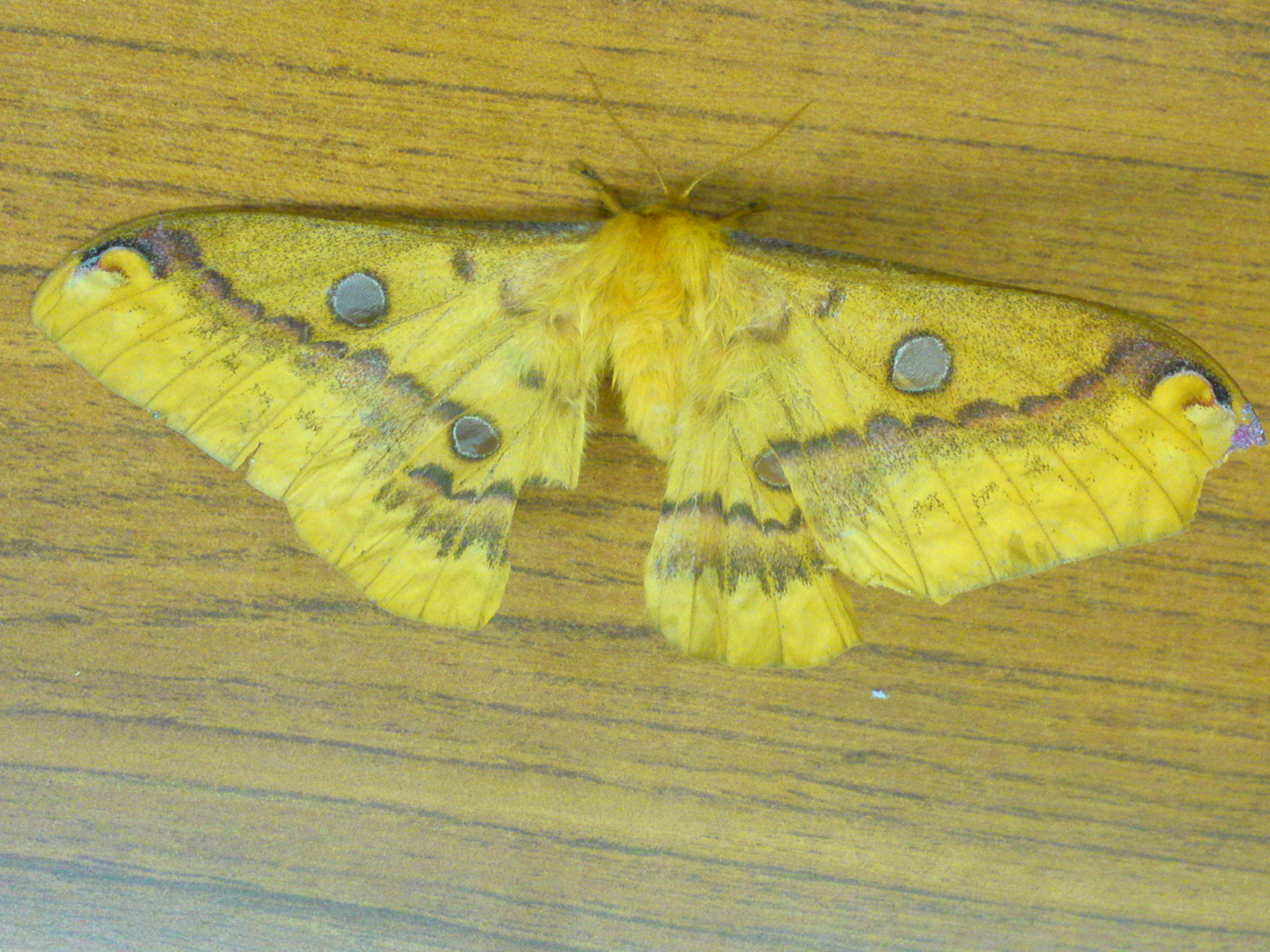